# لطافت (فیلم ۲۰۰۹)
لطافت (به انگلیسی: Tenderness) فیلمی محصول سال ۲۰۰۹ و به کارگردانی جان پولسون است. در این فیلم بازیگرانی همچون راسل کرو، جاون فاستر، سوفی تراوب، لورا درن، آلکسیس دزینا، آریجا باریکیس، مایکل کلی و سی اس لی ایفای نقش کرده‌اند.